# ジョセフ・クロス
ジョセフ・マイケル・クロス（Joseph Michael Cross, 1986年5月28日 - ）は、アメリカ合衆国の俳優である。若年期より『絶体×絶命』、『翼のない天使』などに出演する。成人後は『ハサミを持って突っ走る』、『ブラックサイト』、『ミルク』、『リンカーン』などに出演する。

## 生い立ち
ニュージャージー州ニューブランズウィックで生まれる。母親は不動産業者、父親はマーケティング関係の仕事をしていた。兄弟が4人いる。ニューヨーク州ペルハムで育ち、ペルハム中学校とペルハム・メモリアル高等学校に通った。大学はハートフォードのトリニティ・カレッジからコロンビア大学に通った。

## キャリア
子役としてキャリアを始め、ディズニー・チャンネルのテレビ映画『Northern Lights』やハリウッド映画の『絶体×絶命』（1998年）、『翼のない天使』（1998年）、『ジャック・フロスト』（1998年）。1990年代末期から2000年代初頭にかけてはテレビシリーズに多く出演した。1999年から2004年にはソープオペラ『As the World Turns』でケイシー・ヒューズ役を務めた。
2006年には映画『ハサミを持って突っ走る』でオーガステン・バロウズ役、クリント・イーストウッド監督の戦争映画『父親たちの星条旗』でフランクリン・スースリー役を務めた。
2008年の伝記映画『ミルク』ではゲイの権利活動家であるディック・パビックを演じた。

## フィルモグラフィ

### 映画
| 年   | 作品名                                          | 役名                     | 備考                                                                      |
| ---- | ----------------------------------------------- | ------------------------ | ------------------------------------------------------------------------- |
| 1997 | Northern Lights                                 | ジャック                 | テレビ映画                                                                |
| 1998 | Saint Maybe                                     | 10歳のトーマス           | テレビ映画                                                                |
| 1998 | 絶体×絶命 Desperate Measures                    | マシュー・コナー         |                                                                           |
| 1998 | 翼のない天使 Wide Awake                         | ジョシュア・ビール       | 日本劇場未公開                                                            |
| 1998 | ジャック・フロスト Jack Frost                   | チャーリー・フロスト     | 日本劇場未公開                                                            |
| 2000 | スプリング 死の泉 The Spring                    | ニック・コンウェイ       | テレビ映画                                                                |
| 2005 | Homecoming                                      | 若年期のバリー           |                                                                           |
| 2005 | Strangers with Candy                            | デリック・ブランク       |                                                                           |
| 2006 | 父親たちの星条旗 Flags of Our Fathers           | フランクリン・スースリー |                                                                           |
| 2006 | ハサミを持って突っ走る Running with Scissors    | オーガステン・バロウズ   | 日本劇場未公開 受賞 - サテライト賞主演男優賞 (ミュージカル・コメディ映画) |
| 2008 | ブラックサイト Untraceable                      | オーウェン・レイリー     |                                                                           |
| 2008 | ミルク Milk                                     | ディック・パビック       | ノミネート - 全米映画俳優組合賞キャスト賞                                 |
| 2009 | Falling Up                                      | ヘンリー・オシェイ       |                                                                           |
| 2011 | The Last Film Festival                          | ジュニア・エージェント   |                                                                           |
| 2011 | Son of Morning                                  | フィリップ               |                                                                           |
| 2011 | Edwin Boyd: Citizen Gangster                    | ヴァル・コザック         |                                                                           |
| 2011 | リアル・スピード Born To Race                   | ダニー・クルーガー       | ビデオ映画                                                                |
| 2012 | Art Machine                                     | デクラン・トラス         |                                                                           |
| 2012 | THE LOOP ザ・ループ ～永遠の夏休み～ Mine Games | マイケル                 | 日本劇場未公開                                                            |
| 2012 | リンカーン Lincoln                              | ジョン・ヘイ             |                                                                           |
| 2013 | ジミーとジョルジュ 心の欠片を探して Jimmy P.    | ホルト医師               |                                                                           |
| 2014 | ラスト・ウィークエンド Last Weekend             | ロジャー・グリーン       | 日本劇場未公開、WOWOWにて放映                                             |
| 2021 | リコリス・ピザ Licorice Pizza                   | マシュー                 |                                                                           |

### テレビシリーズ
| 年        | 作品名                                                     | 役名                 | 備考                                        |
| --------- | ---------------------------------------------------------- | -------------------- | ------------------------------------------- |
| 1998      | Touched by an Angel                                        | ペティ               | 第5シーズン第9話「Psalm 151」               |
| 1999-2000 | As the World Turns                                         | ルーク・スナイダー   |                                             |
| 2002-2004 | As the World Turns                                         | ケーシー・ヒューズ   |                                             |
| 2003      | サード・ウォッチ Third Watch                               | エリック・ベックマン | 計2話出演                                   |
| 2003      | The O'Keefes                                               | ダニー・オキーフ     | 計8話出演                                   |
| 2004      | ヤング・スーパーマン Smallville                            | ジョーダン・クロス   | 第3シーズン第12話「恐るべき接触」           |
| 2004      | LAW & ORDER:性犯罪特捜班 Law & Order: Special Victims Unit | アダム・ネスビト     | 第5シーズン第16話「理想の家庭」             |
| 2005      | ロー&オーダー Law & Order                                  | ウィル・シェイ       | 第15シーズン第15話「作家の美しき妻」        |
| 2015      | エレメンタリー ホームズ&ワトソン in NY Elementary          | ペトロス・フランケン | 第3シリーズ第19話「“みんな”の仁義なき戦い」 |